# Ejército Guerrillero Popular
El Ejército Guerrillero Popular (EGP) también conocido como Ejército Popular de Liberación (EPL) fue el brazo armado de Sendero Luminoso y el Comité Base Mantaro Rojo.

## Historia

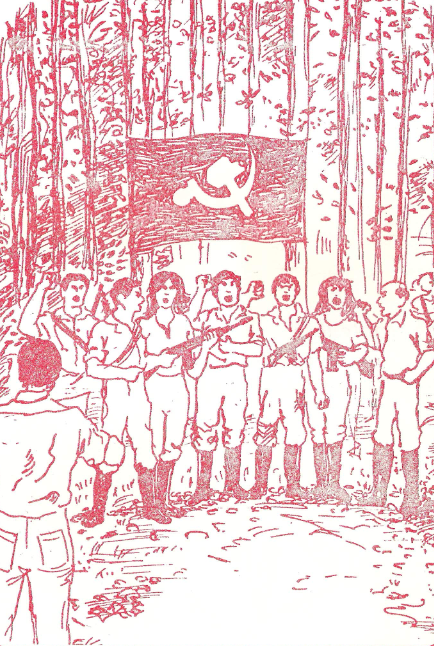
Ilustración de los miembros del Ejército Guerrillero Popular.

El surgimiento del EGP se produjo el 3 de diciembre de 1979, con motivo de la Primera Conferencia Nacional Ampliada de Sendero Luminoso.
En los años 90, con el encarcelamiento de la dirigencia de Sendero Luminoso por la estrategia antisubversiva del gobierno de Alberto Fujimori, el EGP enfrentó divisiones internas entre facciones que defendían el mantenimiento de la estrategia de guerra popular, grupos que defendían la amnistía y otros que apoyaban la reformulación con una alianza con el narcotráfico. 
Bajo la bandera del EGP, un reducido número de cuadros persistió la práctica de la guerra popular. La mayor parte de sus acciones se desarrollan en la región conocida como el valle de los ríos Apurímac, Ene y Mantaro (VRAEM), teniendo también actividades en regiones como Huacho, Huancavelica, Cuzco, Ayacucho y en la región metropolitana de la capital Lima, con foco en fortalecimiento de bases, emboscadas y decomiso de armas.

### Primeras acciones
Su primera acción de combate fue el atentado de Chuschi, realizado el 17 de mayo de 1980, en el distrito de Chuschi, un acto de sabotaje al proceso electoral peruano, por parte de un destacamento femenino. De inspiración maoísta, es responsable de la implementación de la «guerra popular» en territorio nacional, durante el conflicto armado interno contra el Estado Peruano en la década de 1980.

#### Asalto a la cárcel de Ayacucho
El asalto a la cárcel de Ayacucho antentado ocurrido en Ayacucho el 2 de marzo de 1982 donde un comando del Ejército Guerrillero Popular atacó el Centro Penitenciario de Huamanga para liberar a reos seguidores de Sendero Luminoso.
Este fue el primer ataque Ejército Guerrillero Popular que, además, causó la primera reacción desmedida por parte de las fuerzas gubernamentales. El Comité Central de Sendero quería con esta acción liberar a gran parte de su ejército y reforzar la estrategia de guerra de guerrillas.

### Estructura
- La Fuerza Principal (FP):

Estaba constituida por aquellos contingentes que contaban con armas de guerra (FAL, HK, AKM, etc.), capaces de realizar acciones armadas como asaltos a puestos policiales y emboscadas a patrullas del Ejército peruano. Generalmente, para su accionar se hacían acompañar de miembros de la Fuerza Local. Según Benedicto Jiménez:
Los combatientes de la FP actuaban de manera regular y eran nómadas en las áreas rurales por donde se desplazaban.
- La Fuerza Local (FL):

Contaba con armamento menor: pistolas, carabinas, "quesos rusos", etc. Después de realizar acciones armadas, regresaba a sus labores agrícolas habituales. Aquellos miembros que mostraban especiales cualidades podían ser incorporados a las FP.
- La Fuerza de Base (FB):

Estaba conformada en su totalidad por los habitantes de los poblados en donde había incursionado Sendero Luminoso y eran captados. (...) y constituían la reserva de la Fuerza Local y de la Fuerza Principal.
En general, no contaban con armas de fuego sino con otras elementales, lanzas, machetes, etc. Servían básicamente para tareas de vigilancia, almacenamiento, etc. y acompañaban a las FP o FL cuando hacían incursiones a otras comunidades a las que había que dominar.

### Frente Unido
El Frente Unido sirve como el brazo político y burocrático de Sendero Luminoso. Tiene dos ramas principales: el Movimiento por la Amnistía y los Derechos Fundamentales (MOVADEF) y el Frente para la Unidad y Defensa del Pueblo Peruano (FUDEPP).
El Movimiento por la Amnistía y los Derechos Fundamentales (MOVADEF) fue creado el 20 de noviembre de 2009 cuando se reunieron Alfredo Crespo, abogado defensor de Abimael Guzmán, y 15 personas más. MOVADEF tiene tres subramas; el Comité Histórico Central, el Comité Central Provisional y el Comité Ejecutivo Nacional (CEN). La sucursal presentó una solicitud para convertirse en partido político en Perú ante el Jurado Nacional de Elecciones (JNE) en 2011, aunque la solicitud fue denegada. El gobierno peruano ha acusado al MOVADEF de apología del terrorismo. 
El Frente para la Unidad y Defensa del Pueblo Peruano (FUDEPP) fue creado en 2015. En asociación con MOVADEF, el grupo anunció que tenía 73 comités provinciales y supuestamente recibió entre 400.000 y 500.000 firmas para que el JNE participara en las elecciones de 2016. Finalmente se les impidió participar en las elecciones.

## Ejército Popular de Liberación
El Ejército Popular de Liberación es el brazo armado de Sendero Rojo y el Comité Base Mantero Rojo el grupo se fundó en el año 1992 sucediendo al Ejército Guerrillero Popular, el brazo armado de Sendero Luminoso, aunque cuando cayó el Sendero Rojo el grupo se dividió en dos facciones El Ejército Popular de Liberación del Comité Base Mantero Rojo y el Ejército Guerrillero Popular de la Facción del Huallaga.